# Иванкино (Новосибирская область)
Иванкино — село в Каргатском районе Новосибирской области. Входит в состав Маршанского сельсовета. Дата образования 1907 год 

## География
Площадь села — 41 гектар. Село находится на территории заказника. Государственными природными заказниками являются территории, имеющие особое значение для сохранения или восстановления природных комплексов или их компонентов и поддержания экологического баланса. Лесостепные комплексы. Воспроизводственные станции лося, косули и других ценных промысловых животных 

## Население
| 2002 | 2007 | 2010 |
| ---- | ---- | ---- |
| 189  | ↘167 | ↘154 |

## Инфраструктура
В селе по данным на 2007 год функционируют 1 учреждение здравоохранения, 1 образовательное учреждение, 1 сельский клуб культуры и сельская библиотека.